# Roberta Sessoli
Roberta Sessoli (née à Florence le 23 juin 1963) est professeure de chimie à l'Université de Florence, au sein du département de chimie Ugo Schiff. Sa découverte en 1993 de la relaxation lente de l'aimantation dans un cluster de Mn10 a été le point de départ de la découverte et l'étude des molécules-aimants.

## Biographie
Roberta Sessoli suit des études de chimie à l'Université de Florence, en Italie où elle obtient l'équivalent d'un Master en 1987.
En 1992, elle obtient son doctorat pour ses travaux de thèse intitulée matériaux magnétiques moléculaire (Materiali Magnetici Molecolari).
Maîtresse de conférence à l'Université de Florence à partir de 2000, elle y devient professeure des Universités en 2012.
Elle est co-autrice de plus de 320 publications. Depuis 2017 elle fait partie de l'Académie des Lyncéens.

## Travaux de recherche
Ses travaux se focalisent sur l'étude des propriétés magnétiques de molécules et chaines moléculaires. Ses travaux ont grandement contribué à la description et à la compréhension de la bistabilité magnétique à l'échelle moléculaire. Elle étend maintenant ses centres d'intérêts vers la fonctionnalisation des molécules-aimants en couches minces et à leur application pour l'informatique quantique.

## Récompenses et distinctions
- 2000 Médaille Nasini du meilleur jeune chimiste d'Italie[5]
- 2002 Gonfalone d’argento de la Région Toscane[6]
- 2002 Agilent Technologies Europhysics Prize[7].
- 2010: Vainqueure d'un financement ERC Advanced Grant pour le projet MolNanoM@S: Molecular nanomagnets on surfaces: novel phenomena for spin-based technologies.
- 2012 Beller lectureship of the American Physical Society[8].
- 2013 Prix Franco-Italien de la Société Chimique de France[9].
- 2013 Prix de chimie Linceo de l'Accademia Nazionale dei Lincei[10],[11].
- 2015 Lecoq de Boisbaudran Award de l'académie Européenne des Terres rares ( European Rare Earths Society)[12].
- 2015 Fiorino d’oro De la mairie de Florence[13].
- 2015 Récompense IUPAC pour les femmes en chimie[14].
- 2017 Professeure invitée de l'Université d'Otago en Nouvelle Zélande (Otago University, New Zealand)[15].
- 2018-2019 Professeure invitée à l'Université Johannes Gutenberg University Mainz[16].
- 2019 Prix deu centenaire de la RSC pour ses "world-leading research on molecular magnetism"[17].
- 2023 Docteur Honoris Causa de l'Université de Barcelone[18].